# Imerio Cima
Imerio Cima (Brescia, Llombardia, 29 d'octubre de 1997) és un ciclista italià, actualment corre a l'equip amateur del Viris Maserati. Competeix en carretera i en ciclisme en pista.

## Palmarès
- 2016
  - 1r a la Coppa 1° Maggio
  - 1r al Circuit Guazzorese
- 2017
  - 1r al Circuit del Porto-Trofeu Arvedi
  - 1r al Trofeu Ciutat de Castelfidardo